# Klaus Ertz
Klaus Ertz (geb. 1945 in Homburg; gest. 3. August 2023) war ein deutscher Kunsthistoriker und Spezialist für flämische Malerei.

## Leben
Klaus Ertz besuchte das Ludwigsgymnasium in Saarbrücken. Er studierte Archäologie und Germanistik und wurde 1974 mit einer Dissertation über Jan Brueghel der Ältere an der Universität Saarbrücken promoviert. Schwerpunkte seiner Arbeit waren die Maler aus der Brueghel-Familie und aus deren Werkstatt. Zusammen mit seiner Frau Christa Nitze-Ertz gab er Ausstellungskataloge und Werkverzeichnisse heraus. Sie leiteten bis 2020 den Kunstverlag Luca in Lingen (Ems). Zudem war Ertz als Kunstsachverständiger tätig.

## Schriften (Auswahl)
- Fälschung und Forschung : Ausstellung Museum Folkwang Essen, Oktober 1976–Januar 1977 : Skulpturengalerie, Staatl. Museen Preuss. Kulturbesitz Berlin, Januar–März 1977. 1977
- Jan Brueghel der Ältere (1568–1625) : die Gemälde mit kritischem Oeuvrekatalog. Lingen: Luca, 1979
- (Hrsg.): Festschrift für Wilhelm Messerer zum 60. Geburtstag. Köln 1980
- mit Christa Nitze-Ertz: Jan Brueghel der Ältere (1568–1625). kritischer Katalog der Gemälde. Lingen: Luca, 1981
- Niederländische Malerei des 17. Jahrhunderts. 1985
- Jan Breughel der Jüngere (1601–1678) : die Gemälde mit kritischem Œuvrekatalog. Freren: Luca, 1984
- Josse de Momper der Jüngere, 1564–1635 : die Gemälde mit kritischem Oeuvre-katalog. Freren: Luca, 1986
- Pieter Brueghel der Jüngere (1564–1637/38) : die Gemälde mit kritischem Œuvrekatalog. 1988
- Pieter Breughel der Jüngere – Jan Brueghel der Ältere : flämische Malerei um 1600, Tradition und Fortschritt. 1997
- Pieter Brueghel der Jüngere (1564–1637/38). Die Gemälde mit kritischem Œuvrekatalog. LUCA, 2000, ISBN 3-923641-37-0
- mit Christa Nitze-Ertz: Josef van Bredael 1688–1739 : die Gemälde ; mit kritischem Œuvrekatalog. Lingen: Luca, 2006
- Jan Brueghel der Ältere (1568–1625) : kritischer Katalog der Gemälde. 2008
- Blumen, Allegorien, Historie, Genre, Gemäldeskizzen. 2010
- Jan Brueghel d. Ä. als Mitarbeiter. 2010
- mit Christa Nitze-Ertz: Jan van Kessel der Ältere 1626–1679 ; Jan van Kessel der Jüngere 1654–1708 ; Jan van Kessel der 'Andere' ca. 1620 – ca. 1661 : kritische Kataloge der Gemälde. Lingen: Luca, 2012
- mit Christa Nitze-Ertz: Marten van Cleve 1524–1581 : Kritischer Katalog der Gemälde und Zeichnungen. Lingen: Luca, 2014
- Jan Brueghel II : (1601–1678) ; zwei unbekannte Gemälde in russischen Sammlungen, kunstwissenschaftlich ins Spätwerk eingeordnet. Lingen: Luca, 2014
- Die Brueghel Familie. 2015
- mit Christa Nitze-Ertz: David Vinckboons 1576–1632 : Monographie mit kritischem Katalog der Zeichnungen und Gemälde. Lingen: Luca, 2016
- mit Christa Nitze-Ertz: Adriaen van Stalbemt 1580–1662 : kritischer Katalog der Gemälde, Zeichnungen und Druckgraphik. Lingen: Luca, 2018